# Södermanlands runinskrifter ATA4207/71
Södermanlands runinskrifter ATA4207/71 är ett runstensfragment som påträffades i en lada i Tyttinge i Grödinge socken, Botkyrka kommun. Enligt Botkyrka kommuns webbplats är fragmentet nu förkommet.
På andra sidan Södertäljevägen från Tyttinge, i Skälby/Lövstalund, har två andra runstenar påträffats, Sö 295 och Sö 296. Av dem finns endast Sö 296 kvar i dag.

## Inskrift
Inskriften lyder i translitterering:
...(t)ain : at ...
På normaliserad runsvenska:
... [s]tæin at ...
Översatt till nusvenska:
"... sten efter ..."